# Đảo Alcatraz
Đảo Alcatraz ((/ˈælkəˌtræz/), đôi khi gọi đơn giản là Alcatraz hay Núi Đá) là đảo nằm trong vịnh San Francisco, 1,25 dặm (2,01 km) ngoài khơi từ địa hạt San Francisco, tiểu bang California, Hoa Kỳ. Hòn đảo nhỏ được phát triển với các tiện nghi cho một hải đăng, một pháo đài quân sự, một nhà tù quân sự (1868), và một nhà tù liên bang từ năm 1934 đến năm 1963.
Nhà tù Alcatraz cũng là nơi xảy ra vụ vượt ngục tai tiếng nhất trong lịch sử nước Mỹ, đó là cuộc đào tẩu của ba tên tù nhân mà cầm đầu là Frank Lee Morris mà sau này là cảm hứng cho một bộ phim của tài tử Clint Eastwood Vượt ngục Alcatraz (Escape from Alcatraz) công chiếu năm 1979.
Năm 1972, hòn đảo này trở thành một khu vực giải trí quốc gia, là nơi du lịch. Ngày nay, hòn đảo này là một phần của khu giải trí quốc gia Cổng Vàng. Du khách có thể đi phà từ bến 33, gần Bến Ngư Phủ.